# 受胎告知 (レオナルド・ダ・ヴィンチ)
『受胎告知』（じゅたいこくち、伊: Annunciazione）は、ルネサンス期のイタリア人芸術家レオナルド・ダ・ヴィンチとアンドレア・デル・ヴェロッキオが1472年から1475年ごろに描いた絵画。フィレンツェのウフィツィ美術館が所蔵している。
『ルカによる福音書』1.26 - 39 に記されている、大天使ガブリエルがキリスト受胎を告げるために聖母マリアのもとを訪れた場面が描かれている。ガブリエルは、マリアが処女懐胎の奇跡によってイエスと名付けられ「神の子」と呼ばれる息子を授かることを伝えるために父なる神から使わされた。受胎告知は美術作品のモチーフとして極めて普遍的なもので、当時のフィレンツェでもルネサンス初期の画家フラ・アンジェリコの絵画のように多くの美術作品の主題となっている。レオナルドとヴェロッキオが描いたこの『受胎告知』の制作依頼主や初期の来歴については、ほとんど分かっていない。
『受胎告知』はフィレンツェ近郊の聖バルトロメオオリーヴ山修道院からウフィツィ美術館が1867年に入手した。修道院の伝承ではドメニコ・ギルランダイオの作品とされていた。　その後1869年に、ドイツ人美術史家グスタフ・フリードリヒ・ワーゲン (en:Gustav Friedrich Waagen) が提唱していた鑑定手法に従って、カール・エドゥアルド・ライプハルト (en:Karl Eduard von Liphart) が、工房での徒弟修業時代のレオナルドとその師であるヴェロッキオの作品であると鑑定した。ライプハルトはフィレンツェで活動していたドイツ人美術研究者たちの中心的な人物だった。
当時の一部の美術史家の中には、『受胎告知』がレオナルドの作品であることに疑義を呈する者もいた。絵画鑑定に科学的手法を持ち込んだイタリア人医師ジョヴァンニ・モレッリも異論を唱えた一人ではあったが、当時から『受胎告知』がレオナルドの作品であるという説は広く受け入れられていた。レオナルドとヴェロッキオの作品ではなく、例えば同時代の画家であるドメニコ・ギルランダイオの作品ではないかという説も唱えられてきた。しかしながら『キリストの洗礼』と同様に、レオナルドとヴェロッキオの共作でほぼ間違いないと考えられている。
ガブリエルが手にしている百合の花は、マリアの処女性とフィレンツェの象徴である。背中の翼は、レオナルドが描いたオリジナルでは飛翔する鳥の翼を模写したものだったが、後世の画家によって長く伸びた翼に描き直されている。また、ヴェロッキオは有鉛絵具を使用して大胆な筆致で『受胎告知』を描いた。これに対してレオナルドは無鉛絵具を使用した柔らかな筆致で、自身に任された背景部分とガブリエルを仕上げている。マリアの前に描かれた大理石のテーブルは、おそらくヴェロッキオが同時期に手掛けたフィレンツェのサン・ロレンツォ大聖堂にあるピエロ・ディ・コジモ・デ・メディチの墓碑彫刻を模している。また、マリアとテーブルとの空間的な関連性や、書見台に置かれたマリアの腕などの不明確さなどに未熟な表現が見られる。
2007年3月12日に、日本へ『受胎告知』の貸与展示を認めた文化財・文化活動大臣とイタリア国民との間に大きな騒動が巻き起こったことがあった ものの、史上3度目の館外展示が東京国立博物館で実現し、同年3月20日から6月17日までの展覧会会期中に約80万人が来場した。

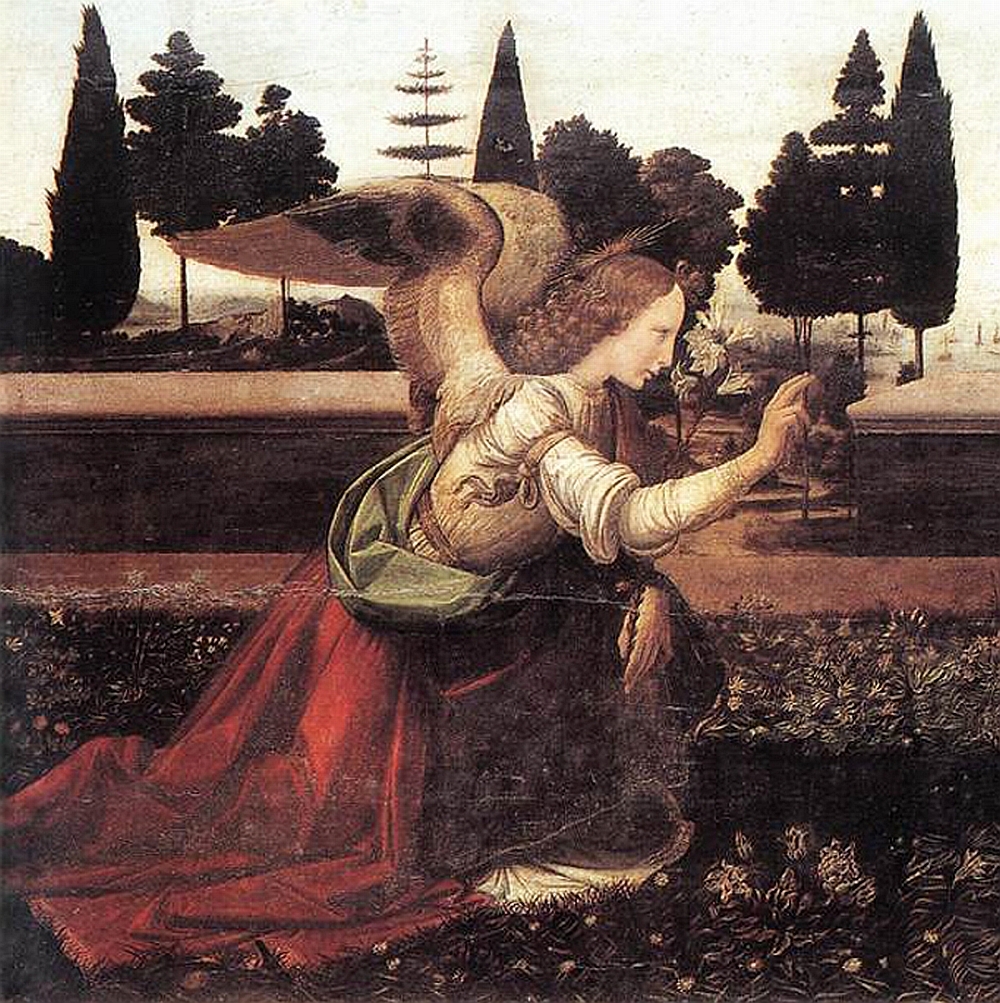
レオナルドが描いた大天使ガブリエル
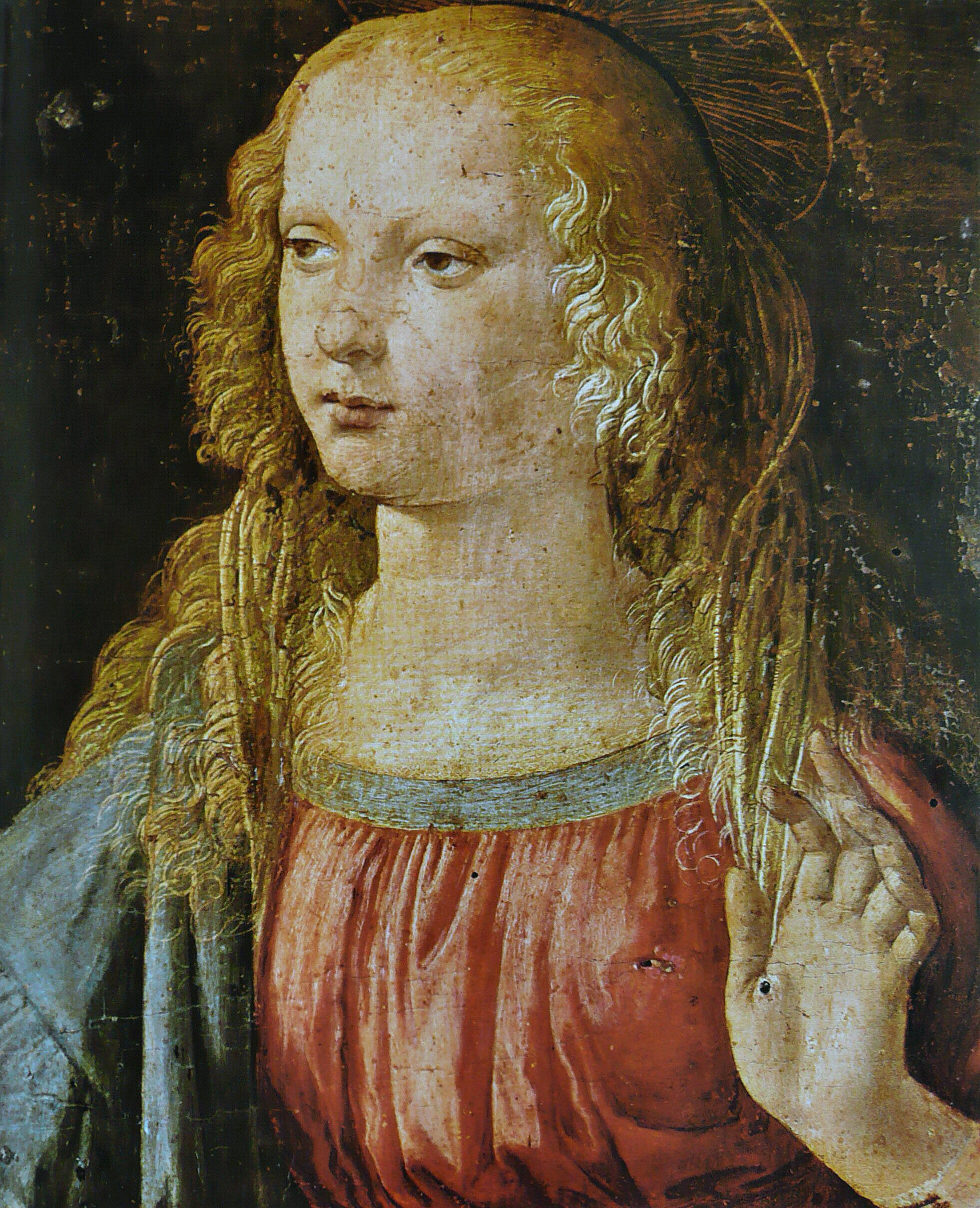
聖母マリア
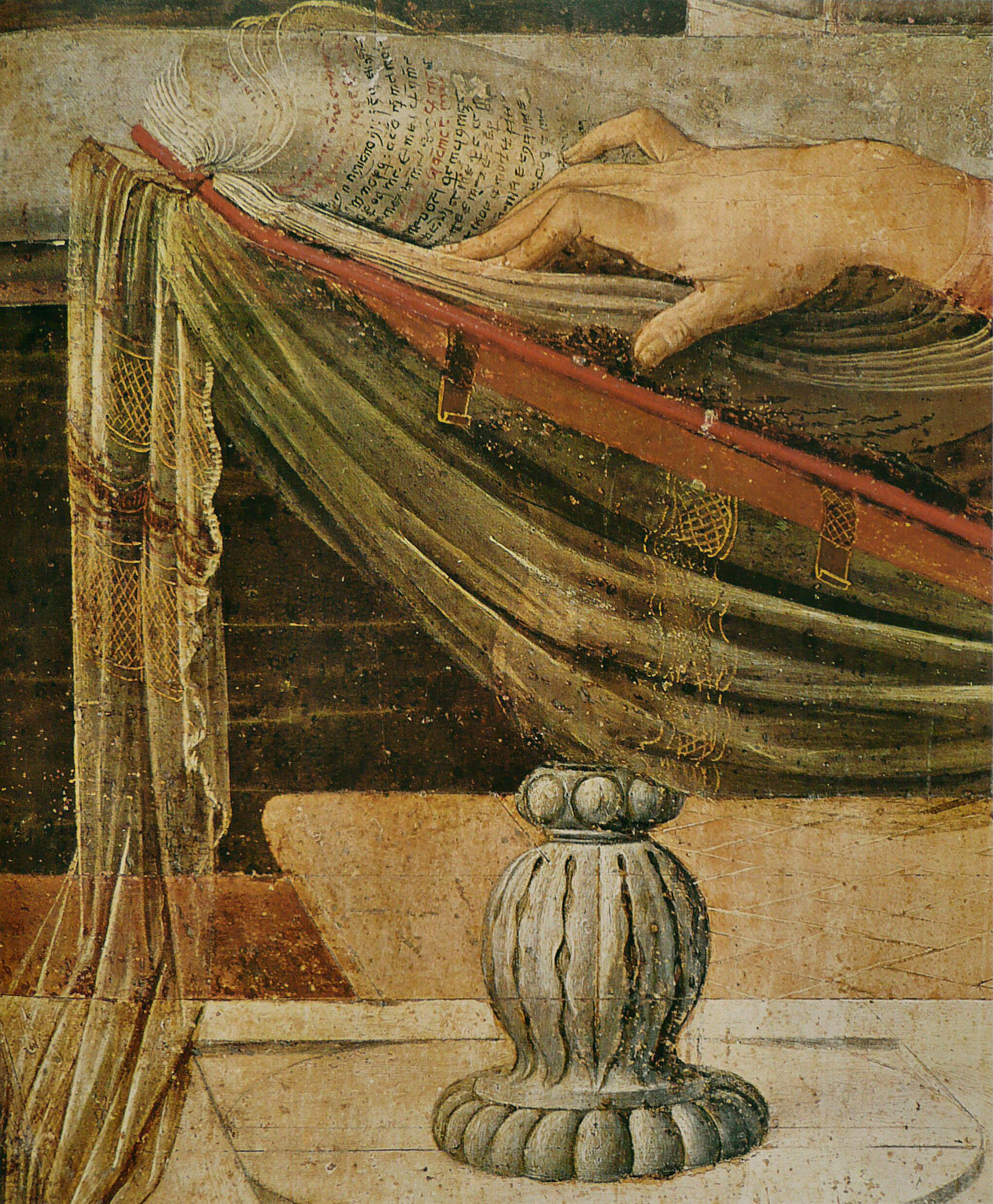
書見台に置かれた聖書とマリアの手
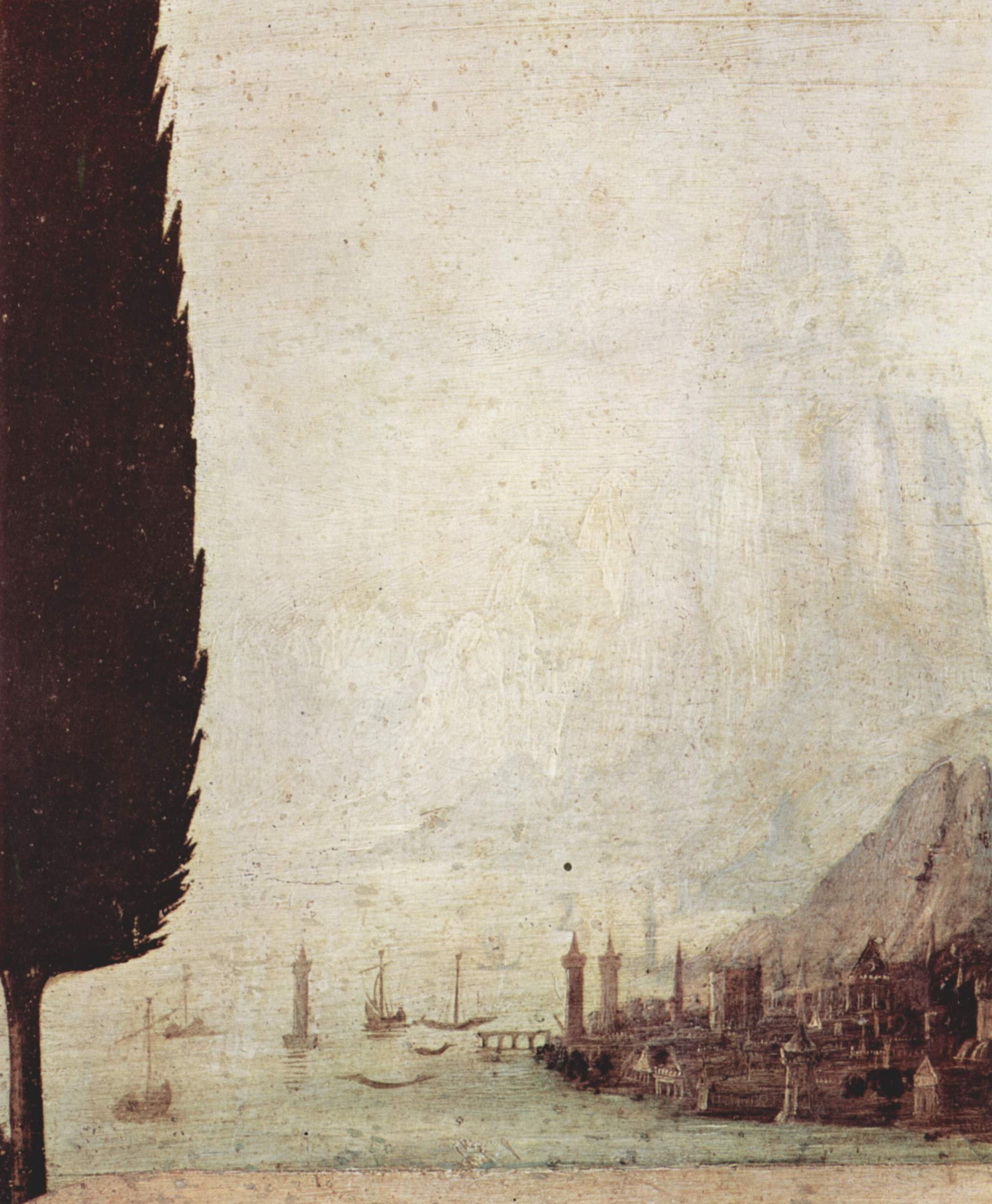
レオナルドが描いた背景